# Orchestres dans les camps de concentration nazis

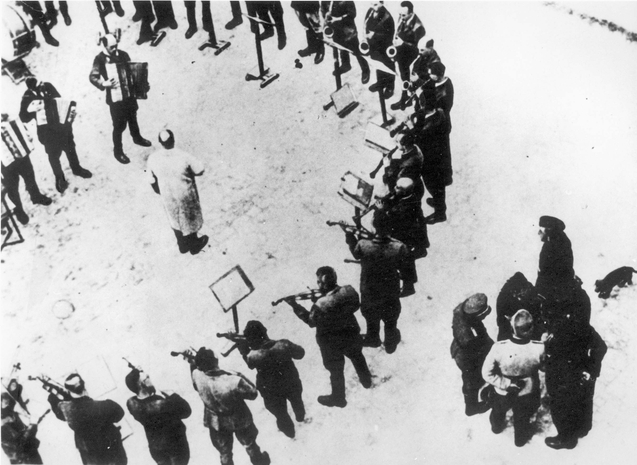
Orchestre de prisonniers du camp de concentration de Janowska à Lviv.

La présence d'orchestres dans les camps de concentration et d'extermination du Troisième Reich, incarnée par des orchestres de prisonniers, fait partie intégrante de la vie quotidienne. Pourtant, le rôle et la fonction de la musique dans ces lieux tragiques restent encore largement inexplorés. Pour les détenus, la musique représente une forme de résistance et un moyen de survie, tandis que pour les SS, elle est un instrument d'humiliation, visant à anéantir la volonté de vivre et à instiller la terreur parmi les prisonniers. De plus, ces performances servent à divertir les membres des SS, qui exigent que les orchestres jouent lors des visites de dignitaires nazis. Paradoxalement, les concerts des prisonniers contribuent également à dissimuler et à banaliser la réalité atroce de la vie dans le camp aux yeux des observateurs extérieurs.
Dans certains cas, les paroliers et compositeurs des camps ont réussi à dissimuler un message de résistance face aux conditions inhumaines dans leurs chansons, comme en témoigne la célèbre chanson de Dachau. De même, le pouvoir évocateur de la musique se manifeste dans des œuvres telles que Le Chant des déportés, qui résonne profondément avec l'expérience des détenus[source détournée]. 

## Rôle de la musique dans les camps
Le rôle de la musique et des orchestres dans les camps est empreint d'ambivalence. Chanter et jouer de la musique constituent une forme d'aide à la survie, mais cela n'est possible que si ces activités sont pratiquées de manière volontaire ou secrète par les prisonniers. Les SS répriment sévèrement toute expression musicale personnelle, sauf si elle est explicitement autorisée par l'administration du camp. Dans son Ouvrage Frauenstimmen: Musiker erinnern an Ravensbrück, l'auteur Gabriele Knapp met en lumière la vie de plus de 140 femmes qui trouvent refuge dans la musique au sein du camp de Ravensbrück[source détournée]. Ces femmes parviennent à transcender les barrières linguistiques et culturelles[source détournée], créant ainsi un sentiment de communauté, d'identité et de dignité personnelle.
Les SS utilisent les orchestres de prisonniers et le chant comme des instruments de dégradation, visant à briser la volonté de vivre et à tourmenter les détenus[réf. à confirmer]. Chanter pendant les marches fait partie intégrante de l'exercice du pouvoir des dirigeants SS, tout comme la musique diffusée par les haut-parleurs. Les orchestres accompagnent également les exécutions, forçant les prisonniers à écouter. Le chant est également souvent imposé lors des trajets vers le travail forcé. Dans certains cas, les orchestres doivent jouer à l'arrivée des trains de déportation pour calmer les nouveaux prisonniers destinés à être assassinés dans les chambres à gaz. Lors des visites de dignitaires, ces orchestres sont présents pour masquer la réalité des camps aux yeux des visiteurs étrangers, et les chants qui résonnent dans ces lieux créent une illusion de normalité pour ceux qui viennent d'arriver. De plus, les orchestres animent des événements organisés par les troupes SS. La mesure dans laquelle la musique est jouée devant les chambres à gaz pour couvrir les cris des victimes varie et reste en partie controversée. À ce jour, les rôles et les fonctions des orchestres de prisonniers n'ont pas été pleinement explorés.

## Camp de concentration d'Auschwitz
Le camp de concentration d'Auschwitz, avec ses nombreux camps satellites, abrite parfois jusqu'à six orchestres de prisonniers. Parmi eux se trouve un orchestre féminin, qui gagne en notoriété par rapport à ses homologues masculins, ainsi que quatre ou cinq orchestres d'hommes et, occasionnellement, un « orchestre tsigane ». Ces formations musicales ont pour obligation de jouer chaque matin à la sortie des prisonniers et chaque soir à leur retour dans les camps.

### Orchestre de femmes

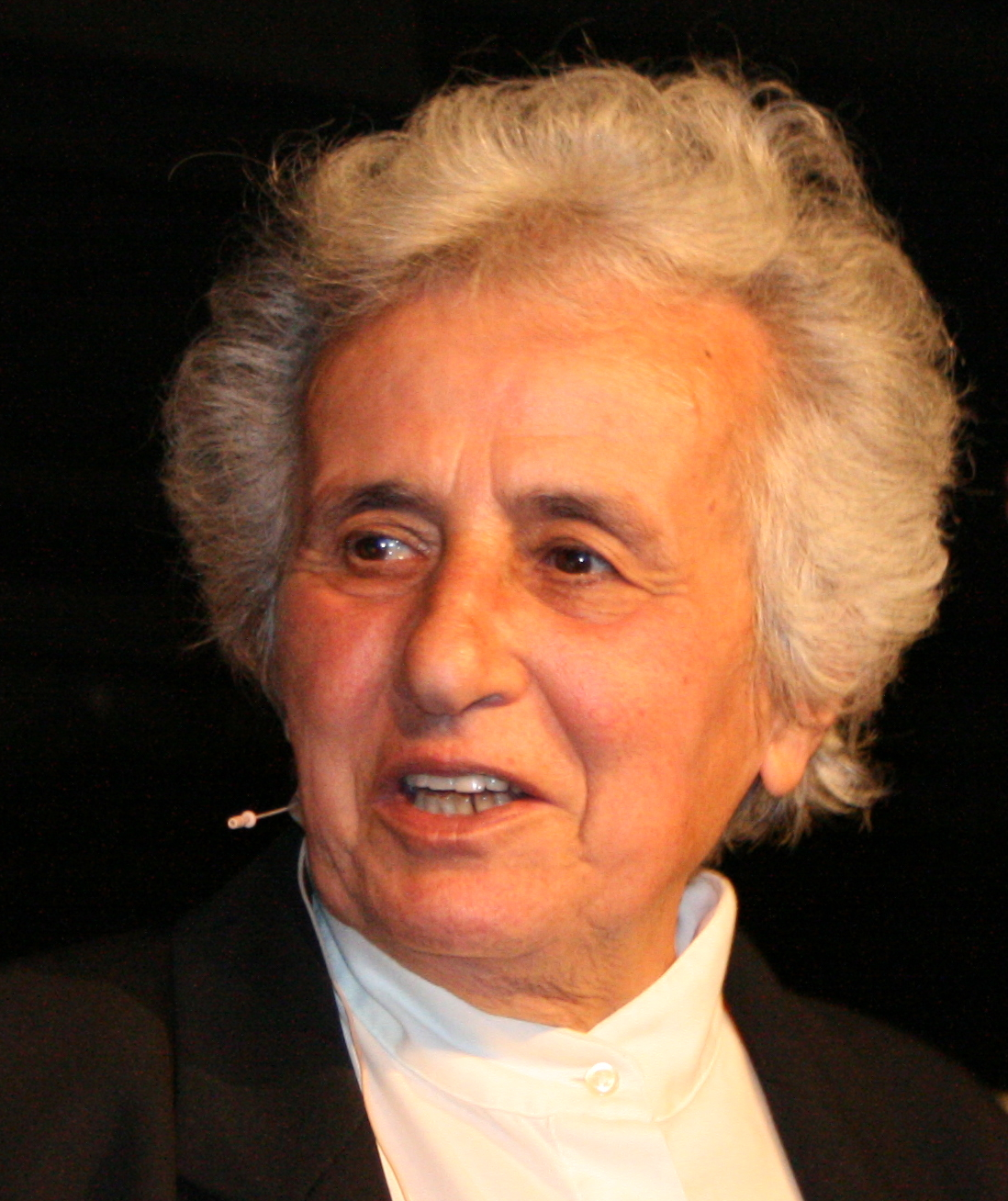
Anita Lasker-Wallfisch, violoncelliste rescapée, figure emblématique de l'orchestre des femmes à Auschwitz.

L'Orchestre féminin d'Auschwitz-Birkenau est fondé par le commandant du camp, Josef Kramer. Ce projet bénéficie également du soutien de Maria Mandl, responsable des SS, qui appuie la construction d'une baraque spécialement aménagée, dotée d'un plancher en bois et d'un système de chauffage pour protéger les instruments de musique et les musiciens. L'orchestre féminin a pour mission de se produire lors de concerts destinés aux SS, en particulier le dimanche. Parmi leurs auditeurs réguliers figure Josef Mengele, passionné de musique classique, ainsi que Franz Kramer. Les musiciennes interprètent leurs morceaux à l'entrée du camp de concentration, accompagnant les colonnes de travail à leur arrivée et à leur départ. 
Les musiciennes malades bénéficient d'un traitement plus attentif que celui réservé aux autres détenues souffrantes[source détournée]. Parmi les membres notables de l'orchestre du camp figurent Anita Lasker-Wallfisch au violoncelle, Alma Rosé en tant que violoniste et chef d'orchestre, Esther Béjarano à l'accordéon, et Fania Fénelon au piano et au chant. L'histoire de cet orchestre féminin a inspiré de nombreux récits, se déclinant en romans, en documentaires, ainsi qu'en deux films réalisés en 1980 et 1992, sans oublier une adaptation en opéra.

### Orchestre masculin
En janvier 1941, un orchestre de prisonniers masculins s'établit dans le camp de concentration d'Auschwitz, bien que les Juifs en soient initialement exclus. Composé principalement de musiciens professionnels, cet orchestre représente une rare opportunité pour ses membres. En octobre 1944, alors que l'Armée rouge avance vers le camp, les détenus, y compris ceux de l'orchestre encore capables de marcher, sont transférés à l'intérieur du Reich. Parmi ces musiciens se trouve le compositeur franco-polonais Szymon Laks.
Au sein de l'orchestre masculin du camp de concentration d'Auschwitz, Adam Kopyciński, compositeur et chef d'orchestre polonais, se distingue comme l'un des chefs d'orchestre. Plus tard, il devient chef invité de l'Orchestre philharmonique de Varsovie. Kopyciński affirme que les orchestres de prisonniers jouaient un rôle fondamental. Il déclare : « La musique nous offre une compréhension profonde de la vérité de la vie. Les aspirations du cœur humain trouvent refuge dans l'univers des sons. Par sa puissance et son caractère évocateur, la musique renforce chez les auditeurs ce qui est essentiel : leur véritable nature. La musique restaure le respect de soi de l'homme, si cruellement bafoué durant son existence dans les camps ».

## Centre d'extermination de Treblinka
En 1942, le musicien de jazz polonais Artur Gold est déporté au centre d'extermination de Treblinka. Kurt Franz, directeur adjoint du camp, le repère à son arrivée avec son violon et l'oblige à former un orchestre de prisonniers. Cet ensemble, composé de dix musiciens maximum, peut organiser des répétitions sous la direction de Gold, pendant lesquelles les musiciens sont exemptés de travail. Ils portent un uniforme élégant : queue-de-pie en soie blanche et bleue avec un nœud papillon surdimensionné. L'orchestre est contraint de jouer de la musique d'opérette devant les chambres à gaz pour couvrir les cris de mort. Lors des appels du soir, il interprète des musiques de marche et des chansons folkloriques polonaises et yiddish. Pour les événements importants, l'orchestre doit jouer pour le personnel SS[source détournée].
En 1943, l'orchestre des prisonniers de Treblinka devient un instrument de survie symbolique en se produisant lors de matchs de boxe, de spectacles et de représentations théâtrales au cœur même du camp d'extermination. Samuel Willenberg, survivant, témoigne : « la musique était un acte de résistance subtil. Les musiciens jouaient devant la fenêtre des Allemands pendant le déjeuner, après les appels, après les brutalités. Leur chant — notamment la chanson polonaise Góralu, cy ce ni źal... — visait à signaler l'existence d'une humanité résilient ». Les agriculteurs des environs entendaient ces mélodies, impressionnés par la qualité musicale, tandis que les Allemands criaient : « Plus fort ! ». Parmi ces musiciens, Edek, un jeune accordéoniste de 14 ans, arrivé avec son instrument, avait été trié près des chambres à gaz. Sur ordre de Kurt Franz, Artur Gold est contraint de composer la mélodie de Fester Tritt, l'hymne officieux du camp, que les prisonniers devaient chanter rituellement, au départ et au retour du travail et lors des appels du soir.

## Centre d'extermination de Majdanek
En août 1943, à Majdanek, un orchestre, composé exclusivement de déportés juifs, est mobilisé pour jouer des berceuses en yiddish à un groupe de 200 juifs orphelins destinés à être exterminés, à l'entrée même des chambres à gaz, probablement dans le but d'essayer d'apaiser les enfants.

## Camp de concentration de Dachau

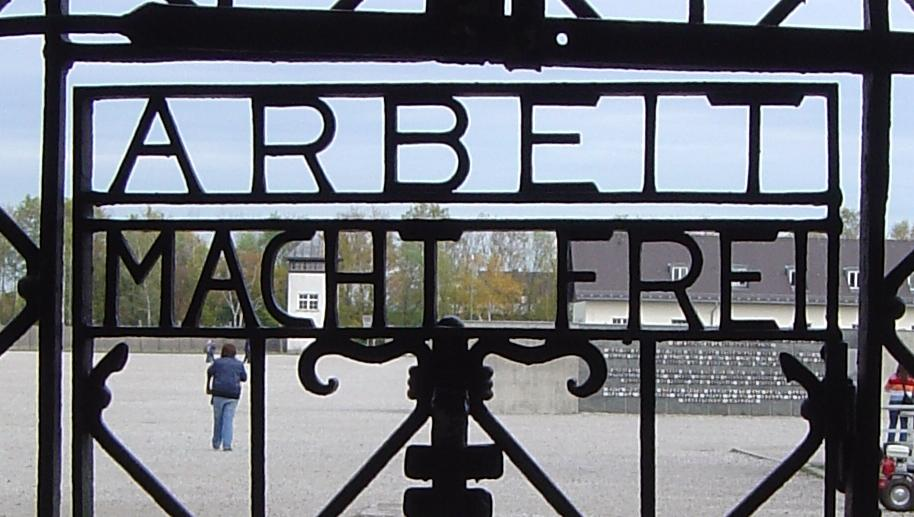
Entrée des camps de concentration de Dachau.

En 1938, un orchestre de prisonniers est formé dans le camp de concentration de Dachau et en 1941, les SS créent le groupe de musique « Kommando Lagermusik ». Ce groupe joue lors de concerts organisés dans les bains des prisonniers le week-end et lors d'événements de torture. Des chants, des chœurs et des œuvres spirituelles sont composés pour les services des prêtres emprisonnés. Herbert Zipper, chef d'orchestre, compositeur et professeur de musique autrichien, déporté à Dachau en mai 1938, devient le créateur du Dachau lied avec Jura Soyfer. Il s'agit d'un chant de marche et de persévérance qui fait allusion aux conditions inhumaines du camp. Le slogan « Le travail vous rend libre » est inclus dans le refrain par le parolier Soyfer. La chanson exprime la situation des détenus sans être explicitement critique. Les prisonniers n'ayant pas de matériel pour écrire, Zipper compose mentalement une mélodie sur le texte de Soyfer, qu'il enseigne à deux guitaristes et un violoniste parmi les prisonniers.

## Camp de concentration de Börgermoor
En 1933, au camp de concentration de Börgermoor, où des opposants politiques sont forcés de cultiver la lande, émerge le Moorsoldatenlied. Cette chanson, fruit de la collaboration entre Johann Esser, mineur, et Wolfgang Langhoff, acteur, avec une musique de Rudi Goguel, devient un acte de résistance artistique. Le 27 août, lors du Circus Conzentrazani, 16 prisonniers, principalement d'anciens choristes ouvriers de Solinger, l'interprètent, rapidement rejoints par la voix collective des 1000 détenus du camp. Immédiatement interdite par l'administration, la chanson se propage néanmoins. En exil en Angleterre, Hanns Eisler et Ernst Busch lui donnent une dimension plus militante. Son refrain final, empreint d'espoir (« Alors les soldats de la lande n'iront plus dans la lande avec leurs pelles ») devient un symbole de résilience et de résistance face à l'oppression nazie.